# 第二次森內閣 (改組 中央省廳再編後)
第二次森改組内閣（日语：／ Dainiji Mori Kaizō Naikaku */?）是日本眾議院議員、自由民主黨總裁森喜朗就任第86任內閣總理大臣（首相）後，自2001年1月6日至2001年4月26日組成的內閣。

## 國務大臣
| 職名                                    | 氏名 | 氏名              | 所属                               | 特命事項等                                       | 備考                          |
| --------------------------------------- | ---- | ----------------- | ---------------------------------- | ------------------------------------------------ | ----------------------------- |
| 内閣總理大臣                            |      | 森喜朗            | 衆議院 自由民主黨 （森派）         |                                                  | 自由民主黨總裁                |
| 總務大臣                                |      | 片山虎之助        | 参議院 自由民主黨 （橋本派）       |                                                  |                               |
| 法務大臣                                |      | 高村正彥          | 衆議院 自由民主黨 （高村派）       | 内閣總理大臣臨時代理就任順位第3位                |                               |
| 外務大臣                                |      | 河野洋平          | 衆議院 自由民主黨 （河野G）        | 内閣總理大臣臨時代理就任順位第2位                |                               |
| 財務大臣                                |      | 宮澤喜一          | 衆議院 自由民主黨 （堀内派）       |                                                  |                               |
| 文部科学大臣                            |      | 町村信孝          | 衆議院 自由民主黨 （森派）         | 国立国会図書館連絡調整委員会委員                 |                               |
| 厚生勞動大臣                            |      | 坂口力            | 衆議院 公明黨                      |                                                  |                               |
| 農林水產大臣                            |      | 谷津義男          | 衆議院 自由民主黨 （江藤・亀井派） |                                                  |                               |
| 經濟產業大臣                            |      | 平沼赳夫          | 衆議院 自由民主黨 （江藤・亀井派） | 国際博覧会擔當 内閣總理大臣臨時代理就任順位第4位 |                               |
| 国土交通大臣                            |      | 林寛子 （扇千景） | 参議院 保守黨                      | 首都機能移転擔當                                 |                               |
| 環境大臣                                |      | 川口順子          | 民間人                             | 地球環境問題擔當                                 |                               |
| 內閣官房長官 男女共同参画擔當大臣       |      | 福田康夫          | 衆議院 自由民主黨 （森派）         | 内閣總理大臣臨時代理就任順位第1位                |                               |
| 國家公安委員會委員長 防災擔當大臣       |      | 伊吹文明          | 衆議院 自由民主黨 （江藤・亀井派） | 危機管理擔當                                     |                               |
| 防衛廳長官                              |      | 齊藤斗志二        | 衆議院 自由民主黨 （橋本派）       |                                                  |                               |
| 沖縄及北方対策擔當大臣 規制改革擔當大臣 |      | 橋本龍太郎        | 衆議院 自由民主黨 （橋本派）       | 行政改革擔當                                     |                               |
| 金融擔當大臣                            |      | 柳澤伯夫          | 衆議院 自由民主黨 （堀内派）       | 内閣總理大臣臨時代理就任順位第5位                |                               |
| 經濟財政政策擔當大臣                    |      | 額賀福志郎        | 衆議院 自由民主黨 （橋本派）       | 新千年紀記念行事擔當 信息和通信技術（IT）擔當    | 2001年（平成13年）1月23日辞任 |
| 經濟財政政策擔當大臣                    |      | 麻生太郎          | 衆議院 自由民主黨 （河野G）        | 新千年紀記念行事擔當 信息和通信技術（IT）擔當    | 2001年（平成13年）1月23日就任 |
| 科学技術政策擔當大臣                    |      | 笹川堯            | 衆議院 自由民主黨 （橋本派）       |                                                  |                               |

- 內閣總理大臣補佐官 - 中曾根弘文［教育改革擔當］
- 內閣官房副長官［政務］ - 安倍晉三
- 內閣官房副長官［政務］ - 上野公成
- 內閣官房副長官［事務］ - 古川貞二郎
- 內閣危機管理監 - 安藤忠夫（-2001年4月1日）／杉田和博（2001年4月1日-）
- 內閣法制局長官 - 津野修

## 外部連結
- 閣僚名單 （页面存档备份，存于）